# Бојана Милошевић
Бојана Милошевић Брнад (Краљево, 19. новембра 1965 — Београд, 16. април 2020) била је некадашња југословенска и српска кошаркашица. Позната је по играма за репрезентацију Југославије али и Црвене звезде. Са репрезентацијом Југославије освојила више медаља од чега је најзначајнија сребрна на Олимпијским играма.

## Каријера
Највећи део своје каријере провела је у Црвеној звезди. Са Црвеном звездом је освојила титулу првака Југославије 1989. године. Била је најбољи стрелац финалне утакмице против Елемеса из Шибеника, која се играла у препуној Хали Пионир. Тада је постигла 35 поена од чега 25 у другом полувремену. То јој је био први пехар у каријери, и након утакмице није могла да сакрије одушевљење па је једном навијачу поклонила и дрес.

### Репрезентација
Била је репрезентативка у кошарци. Са Еленором Вилд и Анђелијом Арбутином је била део и Звездиних али и репрезентативних успеха крајем 80-тих година. Посебан значај је освајање сребрне медаље на Олимпијским играма у Сеулу 1988. године. Поред овог освојила је још два сребра на европским и једно сребро на светском првенству.